# Nancy Raven
Nancy Raven, coneguda també com a Nancy Taylor, (25 de desembre de 1872 – 25 de març de 1957) fou una contadora d'històries natchez de Braggs (Oklahoma) i un dels dos darrers parlants natius del natchez.
El seu pare era cherokee i la seva mare natchez, i va aprendre natchez a la llar. Ella mai va aprendre anglès, però era trilingüe en natchez, llengua cherokee i muskogi.
El 1907 va treballar una mica amb l'antropòleg John Reed Swanton qui recollia informació sobre la religió natchez, i en la dècada del 1930 va treballar extensivament amb la lingüista linguist Mary R. Haas qui va recollir informació gramatical i texts usant un intèrprete. Entre les històries que li va contar a Mary Haas fou una anomenada "La Dona que era un Llop". A vegades va usar el sobrenom Taylor, que havia pres del seu segon marit.
Es va casar quatre cops; tenia un fill, Adam Levi, del seu primer matrimoni, amb el seu segon marit Will Taylor va rebre adjudicacions de terres de la Comissió Dawes el 1907. Aviat va enviduar, es va casar amb un home anomenat Waters, i el 1920 va enviduar de nou i es va casar amb Albert Raven, de qui poc se sap. En la dècada de 1930 va quedar vídua un cop més. El 1930 va vendre la seva assignació de terres. Era cosina biològica de l'altra darrer parlant natchez, Watt Sam, que en la terminologia de parentiu natchez era el seu nebot classificatori. Entre els natchez, la llengua era transferida generalment per la mare, però a la seva mort Nancy Raven no tenia fills que li sobrevisquessin, el seu únic fill Adam Levi havia mort de tuberculosi a l'edat de 20 anys el 1915.